# Historia del uniforme del Steaua de Bucarest

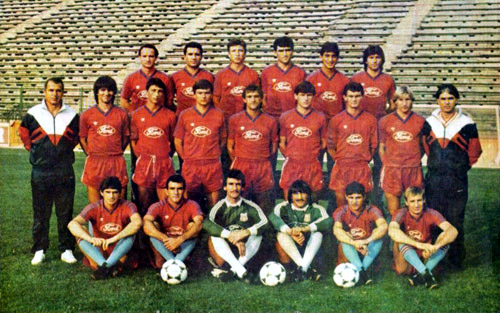
Equipo del Steaua en 1989.

El siguiente artículo trata sobre la historia y evolución del uniforme del Steaua de Bucarest. Tradicionalmente, los colores del club han sido el rojo y el azul, este en menor medida. A lo largo de los años, el Steua ha pasado de un uniforme con camiseta roja y pantalón rojo o azul a otros diseños como camiseta con rayas azul y roja.

## Historia
Durante su primera temporada, 1947–48, el uniforme del club buscó representar los colores de la bandera de Rumania, vale decir camiseta a franjas verticales rojas y amarillas y pantalón azul. A comienzos de la siguiente temporada, y tras el cambio de denominación del Ejército Real a Ejército Popular de Rumania, el amarillo fue gradualmente dejado de lado, hasta llegar a los colores oficiales que acompañan al club hasta la actualidad: el rojo y el azul.
Si bien, a lo largo de su historia, el Steaua nunca ha tenido un modelo de uniforme definitivo, comúnmente este ha consitido en una camiseta roja, pantalón azul y medias rojas. Sin embargo, han existido varias variaciones, entre las que se cuentan uniformes totalmente rojos, totalmente azules y camisetas a franjas verticales rojas y azules durante los años 1960 y 1970. Otras combinaciones de colores han sido raramente utilizadas, entre estas excepciones se cuentan el uniforme totalmente blanco utilizado, por única vez en su historia, en la final de la Copa de Europa 1985-86, el uniforme alternativo amarillo y rojo utilizado en la temporada 1999-00 y el tercer uniforme amarillo y negro usado en la temporada 2005–06.
El uniforme titular de la temporada 2008–09, al igual que el utilizado la temporada anterior, consistió en una camiseta listada roja y azul y pantalón y medias rojas, mientras que el uniforme alternativo fue totalmente azul.
Actualmente, la equipación del Steaua está fabricado por Nike, que fue contratado en el 2002, después de una larga asociación con adidas. En 1988, el Steaua fue el primer equipo de fútbol rumano que firmó un patrocinio para mostrar en su camiseta publicidad de una empresa occidental, Ford. El club logró otros patrocinadores a partir de entonces, como Castrol, Philips, CBS, Bancorex (inicialmente BRCE), Dialog (actualmente Orange), BCR y RAFO. En septiembre de 2007, el club firmó con CitiFinancial un contrato de un año valorado en 1,3 millones de euros.

## Patrocinio
| Período   | Proveedor | Patrocinador          |
| --------- | --------- | --------------------- |
| 1947–1976 | Ninguno   | Ninguno               |
| 1976–1988 | Adidas    | Ninguno               |
| 1988–1990 | Adidas    | Ford                  |
| 1990–1991 | Adidas    | Castrol               |
| 1991–1994 | Adidas    | Philips               |
| 1994      | Adidas    | CBS                   |
| 1995      | Adidas    | BRCE                  |
| 1996–1997 | Adidas    | Bancorex              |
| 1997–1999 | Adidas    | Dialog                |
| 2000–2002 | Adidas    | BCR                   |
| 2002–2006 | Nike      | None                  |
| 2006–2007 | Nike      | RAFO                  |
| 2007–2008 | Nike      | CitiFinancial         |
| 2008–2009 | Nike      | Citibank              |
| 2009–2010 | Nike      | Sportingbet           |
| 2010–2013 | Nike      | Ninguno               |
| 2013      | Nike      | Mihai Neșu Foundation |
| 2013      | Nike      | Ninguno               |
| 2013–2022 | Nike      | City Insurance        |
| 2022–     | Nike      | Betano                |

## Evolución del uniforme

### Local
| 1947-1961 | 1976–87 | 1988-89 | 1990-2009 | 2009-10 | 2010-11 | 2011-13 |

|  | 2013-14 | 2014-15 | 2015-2017 | 2017-19 | 2019-21 | 2021-22 | 2022-23 |

|  | 2023-24 | 2024-25 |  |

### Especial
| Final 1986 | Intercont. 1986 | Supercopa 1986 | Final 1989 |  |